# Pofi
Pofi è un comune italiano di 3 840 abitanti della provincia di Frosinone.

## Geografia fisica

### Territorio
La collina sulla quale sorge il paese ha un'altitudine di 270 metri sopra il livello del mare, ma la sua posizione permette di abbracciare un panorama che comprende una quarantina di paesi limitrofi e che spazia dalle Mainarde (a sud-est) fino ad arrivare ai monti Prenestini (a nord-ovest).
Nel territorio comunale scorre il fiume Sacco, che delimita il confine con il comune limitrofo di Castro dei Volsci. 
Pofi è situato sopra un vulcano spento e per questo ha una terra molto fertile per la coltivazione di fiori e ortaggi.
Il terreno è in larghissima parte di origine vulcanica: il paese sorge infatti dove, durante l'era geologica quaternario, era presente il cosiddetto Vulcano di Pofi, uno dei principali della Valle del Sacco.

### Clima
- Classificazione climatica: zona E, 2158 GR/G

## Origini del nome

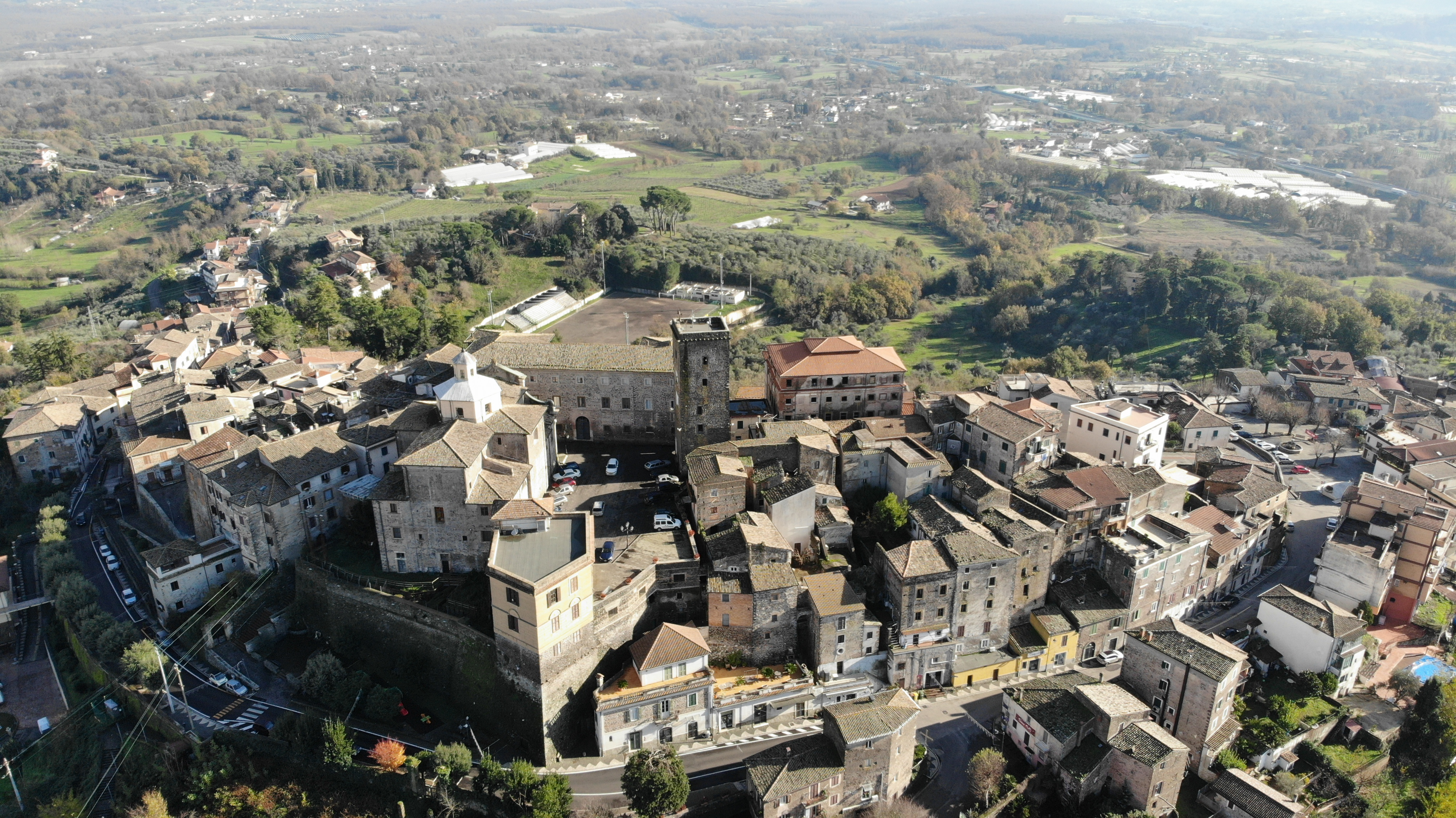
Pofi vista dal drone

Il nome “Pofi” fu documentato per la prima volta in un codice in pergamena dell'archivio di Montecassino nel 1019. Alcune fonti del XVI secolo vogliono che Pofi provenga dai Proci; pretendenti di Penelope. Altre fonti testimonierebbero il nome “Polis” (Povli) che significherebbe città e “Ophis” ovvero serpente, ipotizzando inoltre una colonia greca sul territorio ancora non ritrovata. Secondo alcuni studiosi il nome Pofi proverrebbe dalla frase greca “Hoi ap'ophios” ossia “Quelli del serpente”, riferendosi alla venerazione del dio Esculapio, sosterrebbero infatti che sotto la Chiesa di Sant'Antonino si trovi il tempio pagano di Esculapio, tale ipotesi sarebbe confermata dal blasone del Comune di Pofi che raffigura un serpente arrotolato attorno ad una quercia. La semplice coincidenza, non renderebbe però tale ipotesi veritiera.

## Storia
In età preistorica, Pofi è uno dei numerosi centri vulcanici di quella che oggi riconosciamo come Media Valle Latina; la sua attività vulcanica a carattere areale presenta numerose analogie con i centri vulcanici del Lazio posti più a nord (quali i Colli Albani). Il territorio di Pofi è frequentato dall’uomo da circa 400.000 anni: sono state in fatti scoperte abbondanti tracce umane dal Paleolitico all’Età dei metalli in diverse zone come la cava Pompi, il fosso Meringo, la fontana del Cerro, ove sono stati trovati una tibia umana ed un’ulna, diversi strumenti sia di pietra che di metallo e ossa fossili di animali cacciati dagli uomini preistorici.
Non esistono testimonianze scritte che testimoniano l'esistenza del paese in epoca romana: compare per la prima volta come Castellum solo nel 1019. 
Alla fine del XIII secolo, si era insediata e consolidata un'aristocrazia composta da proprietari terrieri dei territori limitrofi, successivamente divenne parte dei territori controllati dai Caetani prima e dai Colonna poi, a partire dal XVI secolo. 
Pofi ebbe un momento di splendore a partire dai decenni successivi, quando i Colonna fecero un riordino generale dei propri domini e li divisero in due Stati: lo Stato di Genazzano e, appunto, lo Stato di Pofi. Quest'ultimo comprendeva i territori dei paesi di Vallecorsa, Sonnino, Ceccano, Patrica, Arnara, Falvaterra, Castro dei Volsci, Ripi, Villa Santo Stefano, Amaseno, Giuliano di Roma, Morolo, Sgurgola e Supino. Pofi era sede dell’Uditorato generale (detto anche Tribunale Generale dell’Udienza), presieduto dall'Uditore, che rappresentava l’autorità più alta dopo il Barone. 
Questa situazione durò fino al 1734, quando la sede dell'Uditorato venne spostata a Ceccano e a Pofi rimase solamente il Tribunale ordinario, con il Governatore a capo.
Nel 1798 Roma e tutto lo Stato Pontificio furono occupati dai francesi e di lì a poco fu proclamata la Repubblica Romana. Con il nuovo ordinamento, il territorio dello Stato fu diviso in 8 Dipartimenti, questi in Cantoni e i Cantoni in Municipi. Venne creato il Cantone di Pofi, costituito dai territori di Pofi, Arnara, Ripi e Castro dei Volsci. Durante invece la successiva annessione dello Stato Pontificio alla Francia (1809) il comune venne ricompreso nel Cantone di Ceprano.
Dopo la caduta di Napoleone e la ricostituzione del Papa a capo dello Stato Pontificio, i Colonna rinunciarono ai propri diritti feudali e lo Stato di Pofi cessò di esistere.
Il paese seguì le medesime vicende dello Stato Pontificio, entrando a far parte del Regno d'Italia nel 1870.
Particolarmente difficile per il paese fu il periodo della Seconda Guerra Mondiale: dopo lo sbarco e la risalita degli anglo-americani lungo la penisola italiana, Pofi si trovava nella medesima condizione di tutti i paesi limitrofi alla linea Gustav.
Nelle ultimissime fasi della seconda guerra mondiale, gli abitanti del comune di Pofi subirono diversi episodi riferibili alle marocchinate, stupri di massa compiuti dalle truppe algerine all'interno del contingente alleato francese. In totale furono violentate nel comune 9 donne.

### Simboli
Lo stemma è descritto nello statuto comunale come uno scudo sormontato da corona, con un serpente attorcigliato ad una quercia. Il gonfalone è un drappo di azzurro.

## Monumenti e luoghi d'interesse

### Architetture religiose
- Chiesa di Sant'Antonino Martire

Antica chiesa romanica che sorge nella contrada La Cupa. La chiesa di Sant'Antonino è stata costruita tra l'XI e il XII secolo nel luogo in cui, secondo un'antica tradizione, Sant'Antonino avrebbe fatto sgorgare una fonte per dissetare i viandanti diretti a Roma. Il complesso romanico è costituito dalla Chiesa, ad una navata, orientata est-ovest, e dalla torre campanaria con bifore. La parete interna di ingresso è quasi interamente coperta da un affresco che raffigura la Trilogia dantesca (probabilmente risalente al 1443). Il 27 Ottobre 1686, Lorenzo Onofrio Colonna istituì il 2 Settembre (giorno della festa di S. Antonino) una annuale fiera di merci e bestiame che si svolge tuttora nel paese.
- Chiesa di Sant'Andrea

La Chiesa è stata fatta erigere a metà del secolo XV e dedicata a Sant'Andrea, un tempo molto venerato nel paese e reclamato anche come comprotettore del paese insieme a Sant'Antonino. A testimonianza di ciò, lo statuto della terra di Pofi del 1569 riporta che S. Andrea Apostolo è uno dei Protettori della Terra di Pofi e dai racconti dei fedeli che vi facevano visita si evince che erano presenti due altari: l’altare maggiore, dedicato al santo titolare, S. Andrea Apostolo, e la cappella in onore della SS.ma. Concezione e dei Santi Carlo e Francesco di Assisi.
- Chiesa di San Rocco

La costruzione della chiesa di San Rocco a Pofi risale al 1656, anno in cui la peste si stava propagando in tutta Italia e che colpì anche Pofi. La prima chiesa, costruita con il contributo di molti cittadini, era situata in via Guglielmo Marconi. Questa fu distrutta, prima da un terremoto negli anni ’20 e poi nel maggio del ’44 dai bombardamenti delle truppe alleate. La Chiesa di San Rocco sorge oggi in località "San Giorgio" e presenta una struttura architettonica più moderna rispetto alle altre chiese presenti in paese: è stata consacrata nel 1955 e all'interno presenta un mosaico dedicato al Beato Antonio Baldinucci.
- Chiesa della Madonna degli Angeli:                                                                                                                                                                                                  Situata fuori dal centro abitato, all’incrocio fra la strada provinciale che da Pofi immette nella Casilina, e la strada che porta al vicino cimitero. La chiesa fu fatta costruire nella seconda metà del 1650 ed è dedicata alla Madonna degli Angeli, che continua a festeggiarsi in paese ogni anno con una fiera il lunedì successivo al Lunedì dell'Angelo.[13]

- Chiesa di Santa Maria Maggiore:                                                                                                                                                                                                   Esistono già testimonianze sull'esistenza di questa chiesa a partire dal 1100 circa, ma l'edificio pervenuto fino al giorno d'oggi è stato realizzato a partire dalla prima metà del 1700. Presenta una struttura a tre navate, una sacrestia e una facciata principale con una porta centrale e due laterali. L’insieme è una tipica espressione del Settecento, lontana però da ogni enfasi barocca.[13]

- Chiesa di San Pietro e Convento Francescano:                                                                                                                                                                                        La chiesa, sorta su un antichissimo edificio, e il convento nacquero per interessamento del marchese G.B. De Carolis dopo che il papa Innocenzo XII, nel novembre 1699, diede l'approvazione per costruire un nuovo convento nella provincia di Campagna e Marittima. La Chiesa, dopo alcuni rifacimenti, risulta oggi così costituita: una navata maggiore, la parte più antica, una navata minore sul lato sinistro, e un cappellone nella linea del transetto.[14]

### Aree naturali
Di notevole interesse l'area boschiva a sud-est del territorio comunale, in zona Caragno, denominata "Macchia di Pofi".

## Società

### Evoluzione demografica
Abitanti censiti

## Cultura

### Istruzione

#### Musei
- Museo preistorico

Presso il Centro Servizi Culturali è ubicato il Museo Preistorico, una fra le strutture museali più significative d'Italia. Il Museo illustra la preistoria del basso Lazio a partire da un milione di anni fa ed ospita la calotta cranica di Argil - L'uomo di Ceprano, la cui età è dibattuta, in quanto, dopo una prima attribuzione a 0,9 - 0,8 Ma, datazioni stratigrafiche del livello di ritrovamento del reperto stesso lo datano ad un'età compresa tra 0,5 Ma e 0,35 Ma.
Fra i servizi offerti, oltre alle visite guidate ed in particolare per le scuole, vengono svolte attività di laboratorio e di scavo simulato.

### Biblioteche
Presso il Centro Servizi Culturali di Via San Giorgio, sede anche del Museo Archeologico e dell'Archivio Storico, è ubicata la Biblioteca Comunale.

### Eventi
- Mostra Mercato del fiore, si svolgeva tutti gli anni in primavera.
- PofiRock: manifestazione musicale che si svolgeva ogni anno all'inizio di agosto.
- Bomboklat Festival: manifestazione musicale che si svolge presso lo stadio comunale nel mese di luglio.

## Curiosità
Agli inizi del 1600 (non si conosce l'anno preciso, se intorno al 1605 o al 1624), il famoso poeta Giovan Battista Marino soggiornò per un breve periodo a Pofi. Affascinato dal paesaggio circostante, volle dedicare al paese un sonetto, appunto dal titolo "Pofi".

## Economia
Di seguito la tabella storica elaborata dall'Istat a tema Unità locali, intesa come numero di imprese attive, ed addetti, intesi come numero di addetti delle imprese locali attive (valori medi annui).
|           | 2015                  |                              |                            |                |                       |                     | 2014                  |                | 2013                  |                |
| --------- | --------------------- | ---------------------------- | -------------------------- | -------------- | --------------------- | ------------------- | --------------------- | -------------- | --------------------- | -------------- |
|           | Numero imprese attive | % Provinciale Imprese attive | % Regionale Imprese attive | Numero addetti | % Provinciale Addetti | % Regionale Addetti | Numero imprese attive | Numero addetti | Numero imprese attive | Numero addetti |
| Pofi      | 162                   | 0,48%                        | 0,04%                      | 354            | 0,33%                 | 0,02%               | 160                   | 339            | 177                   | 416            |
| Frosinone | 33.605                |                              | 7,38%                      | 106.578        |                       | 6,92%               | 34.015                | 107.546        | 35.081                | 111.529        |
| Lazio     | 455.591               |                              |                            | 1.539.359      |                       |                     | 457.686               | 1.510.459      | 464.094               | 1.525.471      |

Nel 2015 le 162 imprese operanti nel territorio comunale, che rappresentavano lo 0,48% del totale provinciale (33.605 imprese attive), hanno occupato 354 addetti, lo 0,33% del dato provinciale; in media, ogni impresa nel 2015 ha occupato due addetti (2,19).

### Produzioni locali
Da alcuni decenni è fiorente sul territorio pofano la produzione e commercializzazione di prodotti florovivaistici. In tale ambito ha assunto grande importanza, per la promozione turistico/commerciale del paese, la Mostra Mercato del Fiore che ogni anno ad aprile richiama un numero considerevole di appassionati ed esperti del settore e vede coinvolti decine di produttori locali intenti nell'allestimento ed abbellimento del paese con il meglio della loro produzione florovivaistica.

## Infrastrutture e trasporti

### Ferrovie
|  | È raggiungibile dalla stazione di Castro-Pofi-Vallecorsa. |

### Strade
- Casello autostradale da Nord - Frosinone - km 14
- Casello autostradale da Sud - Ceprano - km 13
- Strada statale Casilina - Bivio Pofi

## Amministrazione
Nel 1927, a seguito del riordino delle circoscrizioni provinciali stabilito dal regio decreto n. 1 del 2 gennaio 1927, per volontà del governo fascista, quando venne istituita la provincia di Frosinone, Pofi passò dalla provincia di Roma a quella di Frosinone.

## Sport

### Impianti sportivi
- Palatenda
- Campo sportivo comunale "Giacinto Ricci"